# Piotruś
Piotruś (Płazyna, 727 m n.p.m.) – szczyt w Beskidzie Niskim w paśmie Beskidu Dukielskiego, górujący nad przełomem Jasiołki. Na stokach Piotrusia odkryto jaskinie, bije tu także źródełko związane legendą ze św. Janem z Dukli.
Piesze szlaki turystyczne:
- Dukla – Cergowa (716 m n.p.m.) – Zawadka Rymanowska – Piotruś (728 m n.p.m.) – Stasiane